# Саул Раскін
Саул Раскін (івр. שאול רסקין;нар. 15 серпня 1878—пом. 1966) — американський художник, письменник, лектор і викладач, найбільш відомий своїми зображеннями єврейських сюжетів.

## Молодість й освіта
Раскін народився у 1878 році в Ногайську в Російській імперії, нині Приморськ, Україна. Він вивчав літографію в Одесі, а потім багато подорожував Німеччиною, Францією, Італією та Швейцарією, відвідуючи художні школи та працюючи літографом. Раскін іммігрував до США, прибувши до Нью-Йорка у 1904 або 1905 році.

## Кар'єра

### Преса на їдиш
Раскін був російськомовним, але вільно опанував їдиш після знайомства з літературною спільнотою району Нижній Іст-Сайд у Нью-Йорку.

#### Сатиричний карикатурист
Він працював карикатуристом і шаржистом для низки нью-йоркських видань на їдиш, включно з «Кабітцер» (на їдиш — людина, яка пропонує небажані погляди, поради чи критику) і, зокрема, «Дер гройзер кундес» (укр. Велика палка або укр. Великий жартівник), нью-йоркський сатиричний тижневик. Він також регулярно публікував карикатури в газетах на їдиш у Європі. Карикатури Раскіна іноді зображували відмінності між єврейським життям у Східній Європі та США як розповіді про «метаморфози». У карикатурі у «Дер гройзер кундес» 1909 року Раскін намалював кантора, людину, яку етномузиколог Марк Слобін, професор музики Весліанського університету вважав «представником прагнень групи» для американської єврейської аудиторії в Америці XX століття. Підпис Раскіна на їдиш говорив: «У Старому Світі він був кантором Зеліковітш; в Америці це італійський тенор Синьйор Зельконіні».

#### Критик
Раскін був плідним критиком образотворчого мистецтва, літератури та театру. Він писав статті для різних нью-йоркських видань мовою їдиш, зокрема «Цайт-гейст» (укр. Дух часу), лібертаріанського соціалістичного періодичного видання «Фрайе арбайтер стім» (укр. Вільний голос праці), щомісячного соціалістичного журналу «Die Zukunft» або «Di Tsukunft» (укр. Майбутнє), для якого він написав сорок три статті, а також про літературно-філософську роботу Хаїма Житловського «Dos Naye Lebn» (укр. Нове життя), опубліковану між 1908 і 1914 роками. У 1907 році він написав статтю для тижневика «Zeitgeist», який видавався у 1905—1908 роках видавництвом The Forward, під назвою «Der proletariat un der kunst» (укр. Пролетаріат і мистецтво). Раскін був мистецьким і театральним критиком тижневика Абрахама Рейзена мовою їдиш «Дос нає ленд» (укр. Нова країна), «ілюстрованого тижневика літератури, мистецтва, критики та культури», запущеного у 1911 році. У випуску від 17 листопада 1911 року Раскін написав статтю під назвою «Виставка єврейських художників, Прокламація», в якій він запропонував проводити виставки єврейських художників і запропонував практичні способи їх організації. Наступного тижня «Дос нає ленд» опублікував листа до редактора від письменника, який виступав проти пропозиції Раскіна на тій підставі, що «хороші художники» відмовляться виставлятися, і припускав, що вдячність до мистецтва в єврейській громаді слід культивувати, спочатку демонструючи репродукції хорошого мистецтва у громадських місцях. Раскін писав про майбутнє єврейського мистецтва в іншій статті для «Дос нає ленд» у 1911 році, в якій він обговорював нездатність знайти спільну єврейську характеристику в роботах таких художників, як Марко Антокольський, Йозеф Ісраелс, Макс Ліберман і Каміль Піссарро. Раскін припустив, що замість дослідження різноманітних технік, форм і стилів, використовуваних єврейськими художниками, «єврейське мистецтво» може виникнути шляхом вивчення спільного предмету й тем у роботах його сучасників, зокрема в жанрових та історичних картинах. Статті Раскіна, які відстоювали те, що він вважав гуманітарною та демографічною цінністю мистецтва, що ґрунтується на народних темах, стали одними з перших статей про мистецтво мовою їдиш.

### Освітньо-культурна робота
Раскін працював над тим, щоб привернути увагу єврейської громадськості до єврейського мистецтва. Він вважав, що мистецтво не повинно бути виключною для багатих і що, співпрацюючи з художниками, можна культивувати інтерес публіки до мистецтва. Він проводив екскурсії музеєм та читав лекції про мистецтво для «Arbeter Ring». У 1910 році було сформовано Освітній комітет «Arbeter Ring» для нагляду за освітнім і культурним розвитком його членів. У 1914 році комітет організував десять екскурсій нью-йоркськими художніми музеями, більшість з яких проводив Раскін. «Шпацірунген» (укр. прогулянки), як їх називали, збирали від чотирьох до п'ятисот людей. Музеї брали участь, залишаючись відкритими в певний час і безкоштовно надаючи кімнати для лекцій. Під час екскурсій Раскін робив короткий історичний огляд експонатів, присвячених видатним художникам та їхнім роботам. Подібну освітню роботу Раскін проводив за межами Нью-Йорка.
У 1930-х роках Раскін працював артдиректором Асоціації молодих чоловіків і жінок на 92-й вулиці (92nd Street Y) у Нью-Йорку.

### Візуальне мистецтво
Раскін, ймовірно, був більше відомий як художник і карикатурист в американській єврейській громаді, ніж як критик. Він працював у різних ЗМІ та був відомий своїм реалістичним підходом й увагою до деталей. У своїх роботах він зосереджувався на сценах єврейського життя та традицій, особливо в Нижньому Іст-Сайді Нью-Йорка. Його перша виставка відбулася у 1922 році. Картини, ескізи та літографії Раскіна, що зображують єврейське життя в Ішува в Палестині, були добре відомі в США, вони з'являлися на багатьох виставках і в пресі. Вони отримали широку оцінку мистецтвознавців. Вестибюль театру на розі Другої авеню та Одинадцятої вулиці, на північному кінці «Їдиш-Бродвею» в Театральному районі на їдиш у Нижньому Іст-Сайді, прикрасили його картинами з Палестиною. Він здійснив ряд поїздок до Палестини, принаймні чотири між 1921 і 1937 роками, п'ять до 1947 року і пізніше до Ізраїлю. Він залишався в кібуці Рамат Йоханан під час перебування у підмандатній Палестині. У 1947 році Раскін опублікував «Землю Палестини», яка містила «понад 300 малюнків і картин, зроблених під час п'яти візитів художника до Палестини, разом із короткими есе про палестинське життя». Виготовляв плакати на підтримку сіоністського руху. На його плакаті «Stand Up and Be Counted» 1930-х років у центрі високий та рішучий американський єврей, який тримає шекель, оточений з одного боку зображеннями руйнування, а з іншого — зображеннями світлого майбутнього на єврейській батьківщині, обіцяного внеском до сіоністської організації.

### Ілюстровання книг
Раскін ілюстрував низку текстів на івриті, як-от «Піркей авот: Повчання батьків» (1940), «Великодня агада» (1941), «Тегелім. Книга Псалмів» (1942), «Сідур» (1945), «П'ять мегілотів: Пісня над піснями, Рут, Плач, Екклезіаст, Естер» (1949), «Кабала в слові та образі» (1952) та інші книги, зокрема «Арон Хакодеш: Єврейське життя та знання» (1955) і «Між Богом і людиною: Єврейська рапсодія у 100 малюнках» (1959). «Арон Хакодеш» («Священний ковчег») ілюструє життя хлопчика Мойшеле від його бар-міцви до одруження, навчання власних дітей, а в старості — онуків, що показує ідею передачі традиційної єврейської мудрості. На останніх сторінках йдеться про Ізраїль і землю обітовану. Книга містить ігри, жарти та фольклор із близько 150 ілюстраціями з описами на їдиш та англійською. Єврейська рапсодія містила розділи про «Великого пророка Мойсея», «Самсона, трагічного героя», «Йова, доброго чоловіка», «Голема», «весілля в місті», «хасидів, які з радістю служать Богу» разом із набором малюнків про Землю Ізраїльську до десятої річниці держави Ізраїль з останніми сторінками, які описують його досвід як художника. Раскін описав книгу як «Рапсодію в графічному мистецтві» та «Оду моєму народу, моєму чудовому народу „старому та молодому знову“». У 1960 році вийшла друком книга Раскіна «Нове обличчя Ізраїлю». У 1962 році, коли Раскіну було за вісімдесят, він опублікував «Особистий сюрреалізм», ілюстровану книгу, яка містила його думки про сюрреалізм, мрії та його життя на суміші івриту та англійської.

## Політичні й особисті погляди
З політичного погляду Раскін називав себе спочатку «міжнародним марксистом», потім «соціальним революціонером», пізніше «бундистом», а після Першої світової війни «єврейським націоналістом». Після Декларації Бальфура Раскін став палким сіоністом.
На своє 80-річчя Раскін сказав: «Я художник і я єврей, але перш за все я єврейський художник, тому що єврейство є джерелом, центральною суттю мого мистецтва, як і суттю мого буття».

## Членство в товариствах художників
Раскін був членом Американського акварельного товариства, Товариства американських гравіристів, Одюбонських митців і Нью-Йоркського акварельного клубу.

## Особисте життя
Раскін одружився з Рей Маліс. У них був принаймні один син, Юджин Раскін.
Дружина Раскіна Рей також писала для ряду видань, як-от багатотиражна щоденна націоналістично-сіоністська газета на їдиш «Дер тог» (укр. День) наприкінці 1910-х років і громадську «Froyen zhurnal» (укр. Домашній журнал єврейських жінок) на початку 1920-х років. У «Дер тог» її статті були спрямовані на навчання жінок основам громадянського права, але вона також торкалася таких тем, як оздоблення дому та краса. У «Froyen zshurnal» вона надала інструкції з громадянського права, які, як вона сподівалася, продемонструють, як управління пов'язане «з жінкою, її домашнім господарством, здоров'ям її та її сім'ї, вихованням дітей тощо». Вона також писала статті про федеральний уряд й органи влади штату, а також про створення та організацію жіночого клубу.
Раскін помер у Нью-Йорку у 1966 році.

## Архіви
Єшива-університет у Нью-Йорку зберігає колекцію листівок, газетних вирізок, листування та рекламних матеріалів, що охоплюють період 1960—1966 роки.

## Опубліковані праці
- Raskin, Saul (1925). The Land of Israel in word and picture, 1921-1924 (Yiddish) . Saul Raskin.
- Raskin, Saul (1940). Pirkei Avot: Sayings of the Fathers. Saul Raskin/Academy Photo-offset, New York.
- Raskin, Saul (1941). Haggadah for Passover. Saul Raskin/Academy Photo-offset, New York.
- Raskin, Saul (1942). Tehilim. The Book of Psalms. Saul Raskin/Academy Photo-offset, New York.
- Raskin, Saul (1945). Siddur. Saul Raskin/Academy Photo-offset, New York.
- Raskin, Saul (1947). Land of Palestine. Saul Raskin/Academy Photo-offset, New York.
- Raskin, Saul (1949). Five Megiloth: Song of Songs, Ruth, Lamentations, Ecclesiastes, Esther. Hebrew Publishing Co.
- Raskin, Saul (1955). Aron Hakodesh: Jewish Life And Lore. Saul Raskin/Academy Photo-offset, New York.
- Raskin, Saul (1957). Go Back and Tell: A Mystic Novel. Whittier Books, New York.
- Raskin, Saul (1959). Between God and Man: Hebrew Rhapsody in 100 Drawings. Saul Raskin/Academy Photo-offset, New York.
- Raskin, Saul (1960). The New Face of Israel. Saul Raskin/Academy Photo-offset, New York.
- Raskin, Saul (1962). Personal surrealism. Saul Raskin/Academy Photo-offset, New York.

## Книги ілюстровані Раскіним
- Dantsis, Mordekhai. Heymland (Homeland) (Yiddish) . Oriom Press Inc.
- Baruch Vladeck, ред. (1917). From Heart's Death: a book of suffering and struggle (Fun der iefenish fun harts: a bukh fun lider un ampf) (Yiddish) . Miller & Hillman, New York. (Volume I,Volume II)
- Magidoff, Jacob (1923). Der shpigel fun der Ist Sayd (The Mirrors of the East Side) (Yiddish) . Published by the Author, 1923.